# Terminus 1
Terminus 1 est un roman de science-fiction de l'écrivain français Stefan Wul paru en 1959.

## Argument
Sur Argole, à la suite d'une partie de cartes qui a mal tourné lorsque ses adversaires ont deviné ses dons de télépathie, Julius, un aventurier de l'espace, retrouve Marje, une ancienne amie, qui lui propose une chasse au trésor sur la planète Walden.
« Il s'agit d'un cimetière de fusées, d'un gisement de vieilles carcasses d'astronefs bonnes pour la casse. Mais ces astronefs sont farcis de boulons et de pièces de palladium, ce métal introuvable dont un gramme vaut des kilos de platine ! »
Et c'est reparti pour une nouvelle aventure au cours de laquelle Julius, équipé de la valise-transmetteur de matière que lui a remise Marje, devra affronter les singes volants, les Velus et les arbres-hommes.

## Éditions françaises
- Fleuve noir, coll. « Anticipation » no 130, 1959 ;
- Fleuve noir, coll. « Super-luxe - Les lendemains retrouvés » no 26, 1976  (ISBN 2-265-00205-4)
- Denoël, coll. « Présence du futur » no 551, 1994, couverture de Jean-Yves Kervévan  (ISBN 2-207-50570-7) ;
- dans Œuvres complètes 2 Lefrancq, coll. « Volumes », 1997  (ISBN 2-87153-451-9) ;
- dans Stefan Wul – L'Intégrale, tome 2, Bragelonne, coll. « Trésors de la SF », 2013  (ISBN 978-2-35294-688-5).

## Adaptation en bande dessinée
- Ankama, collection « les univers de Stefan Wul », Terminus1
  - tome 1 : L'Homme à la valise. scénario : Serge Le Tendre ; dessins : Jean-Michel Ponzio ; dépôt légal 06/2016 (date de sortie le 20/05/2016)  (ISBN 978-2-359-10938-2)
  - tome 2 : Le Fruit défendu.  scénario : Serge Le Tendre ; dessins : Jean-Michel Ponzio ; dépôt légal 10/2016 (date de sortie le 07/10/2016)  (ISBN 979-1-03-350000-1)